# Áron
Áron (hebrejsky אהרן, Aharon) je mužské biblické a rodné jméno hebrejského původu.
Dalšími variantami přepisu jména jsou Aaron a Árón. Vykládá se jako "prorocký, osvícený, světlý". Některé výklady mylně odkazují na slovo árón (ארון) s významem "skříňka". V Bibli je to bratr Mojžíše.
Podle maďarského kalendáře má svátek 2. dubna.

## Áron v jiných jazycích
- Německy, rusky: Aaron nebo Aron
- Anglicky: Aaron
- Španělsky: Aarón
- Italsky: Aronne
- Maďarsky: Áron
- Polsky: Aaron
- Srbsky: Aron
- Arabsky: Harun

## Nositelé jména
- Árón – starozákonní prorok, bratr Mojžíše
- Aaron Spelling – americký producent
- Aharon Amir – izraelský spisovatel
- Aharon Barak – bývalý předseda izraelského Nejvyššího soudu
- Aharon Cizling – izraelský politik
- Aharon Jadlin – izraelský politik
- Aharon Jariv – izraelský generál
- Aharon Kacir – izraelský chemik
- Aharon Razin – izraelský biochemik
- Aharon Remez – izraelský letec
- Aharon Re'uveni – izraelský spisovatel
- Aharon Uzan – izraelský politik
- Aharon Ze'evi-Farkaš – náčelník izraelské vojenské zpravodajské služby